# Bowling Green (Wiesbaden)

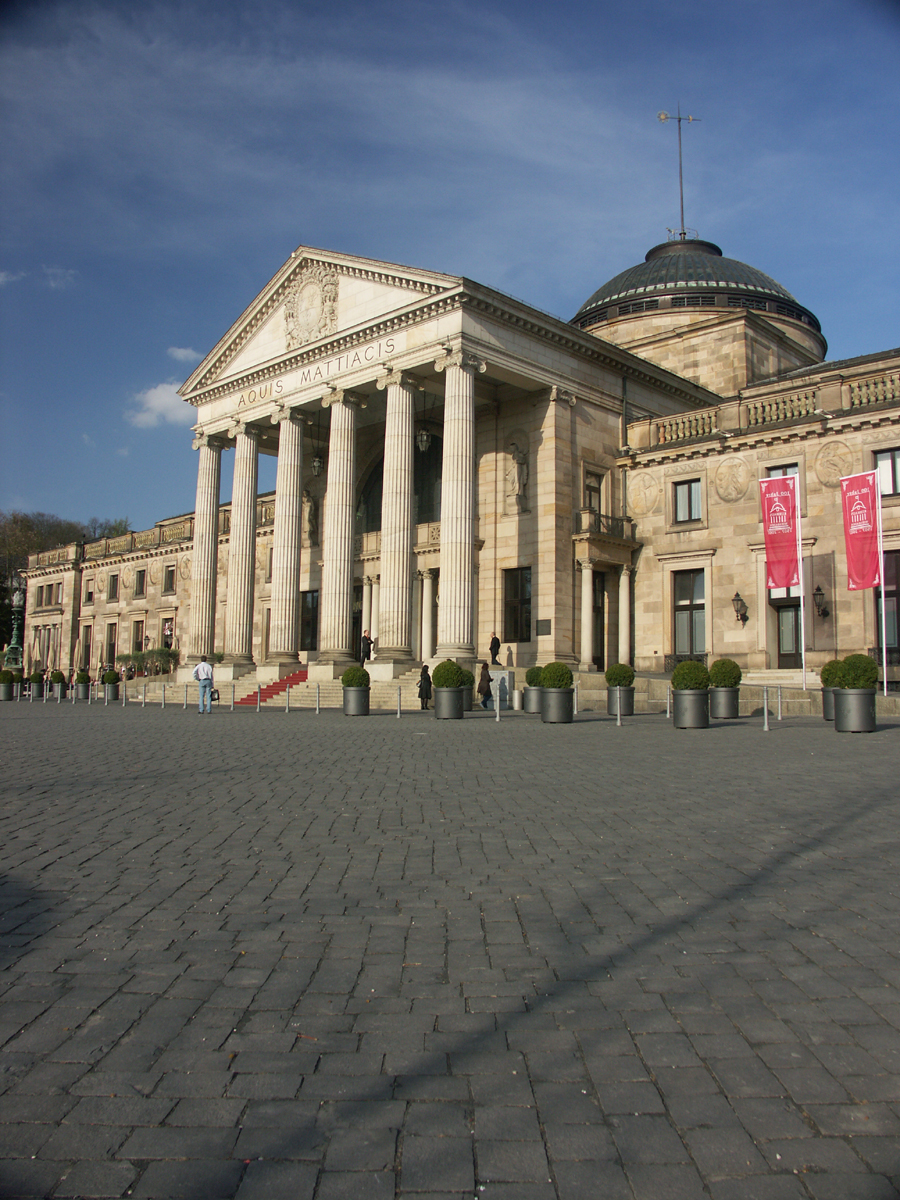
Das Bowling Green und das Kurhaus mit den alten Platanen…

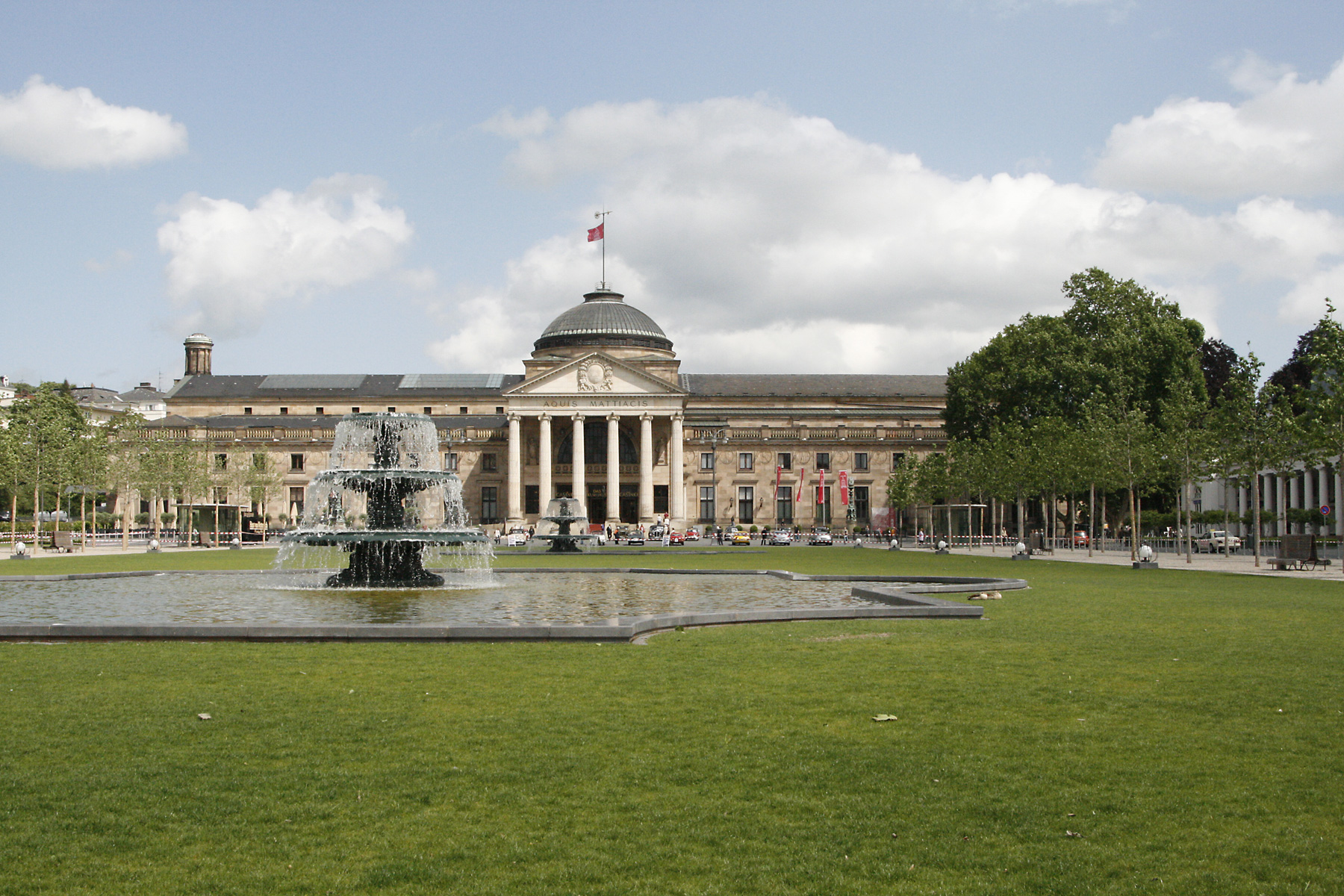
…und 2007 nach dem Bau der Tiefgarage.

Das Bowling Green ist eine Grünanlage in der hessischen Landeshauptstadt Wiesbaden.

## Gestaltung und umgebende Bauwerke

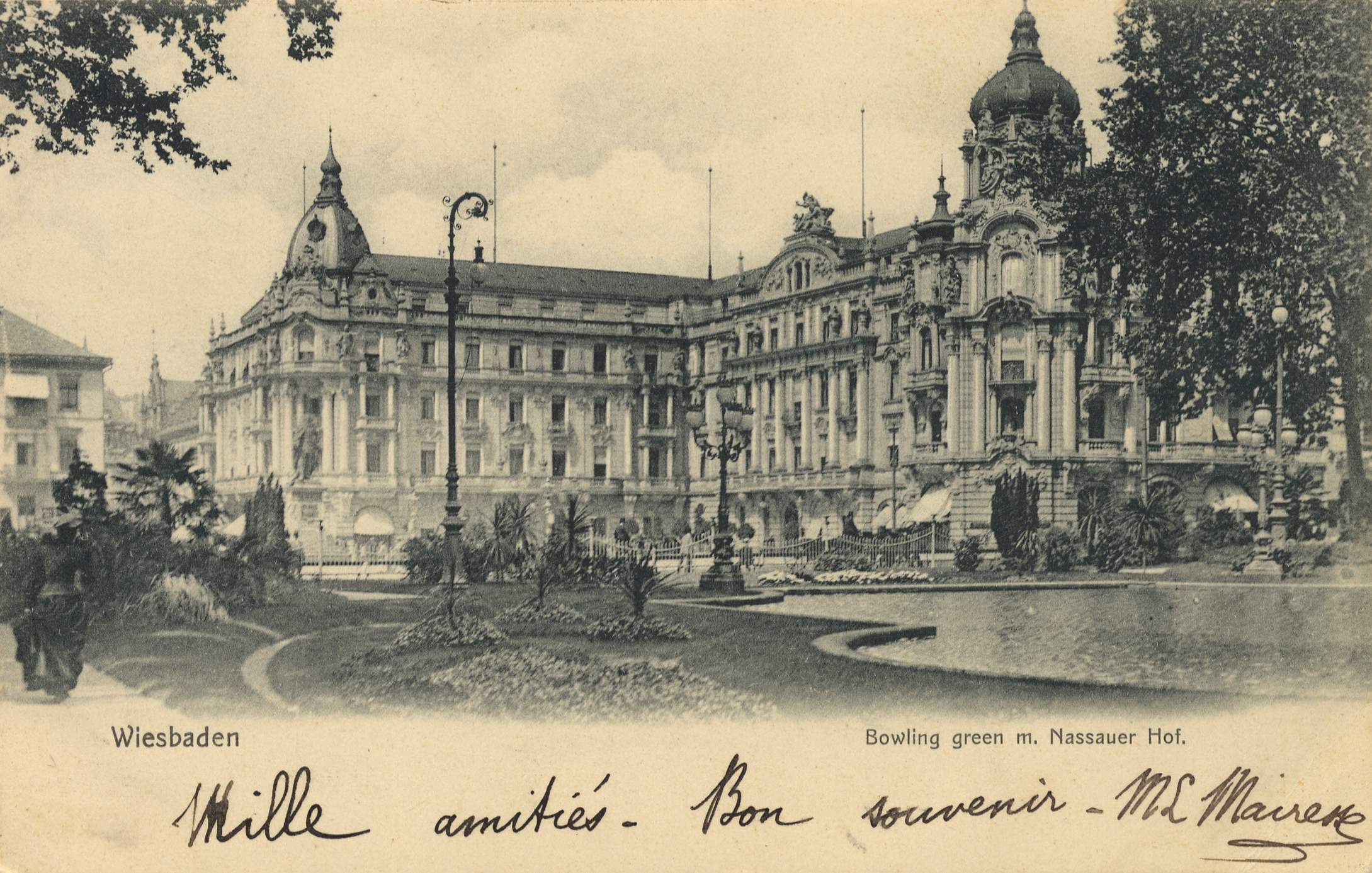
Blick über das Bowling Green zum Hotel Nassauer Hof, 1905

Das Bowling Green besteht aus einem lang gestreckten Rasenrechteck mit zwei Wasserbecken, in deren Mitte jeweils ein dreischaliger Kaskaden-Brunnen steht. Die Bezeichnung Bowling Green geht auf das englische Kugelspiel „Bowls“ zurück. Noch Anfang des 20. Jahrhunderts hieß die Grünanlage Kursaalplatz.
An der Kopfseite im Osten schließt sich der Kurhausplatz (früher J.-F.-Kennedy-Platz) vor dem Wiesbadener Kurhaus an. Hinter dem Kurhaus mit seiner Spielbank, beginnt der Kurpark. An der Westseite des Bowling Greens verläuft die Wilhelmstraße. Auf der gegenüberliegenden Straßenseite liegt der Kaiser-Friedrich-Platz mit dem Denkmal Kaiser Friedrichs III, flankiert vom Hotel Nassauer Hof und dem Appartementhaus Vier Jahreszeiten.
Betrachtet man das Bowling Green von der Wilhelmstraße in Richtung Kurhaus, erstreckt sich linker Hand (im Norden) die Kurhauskolonnade. Dort ist das Kleine Spiel (Automatenspiel) der Spielbank untergebracht. Rechter Hand gegenüber (im Süden) liegt die Theaterkolonnade mit den Eingängen zum Hessischen Staatstheater.

## Geschichte

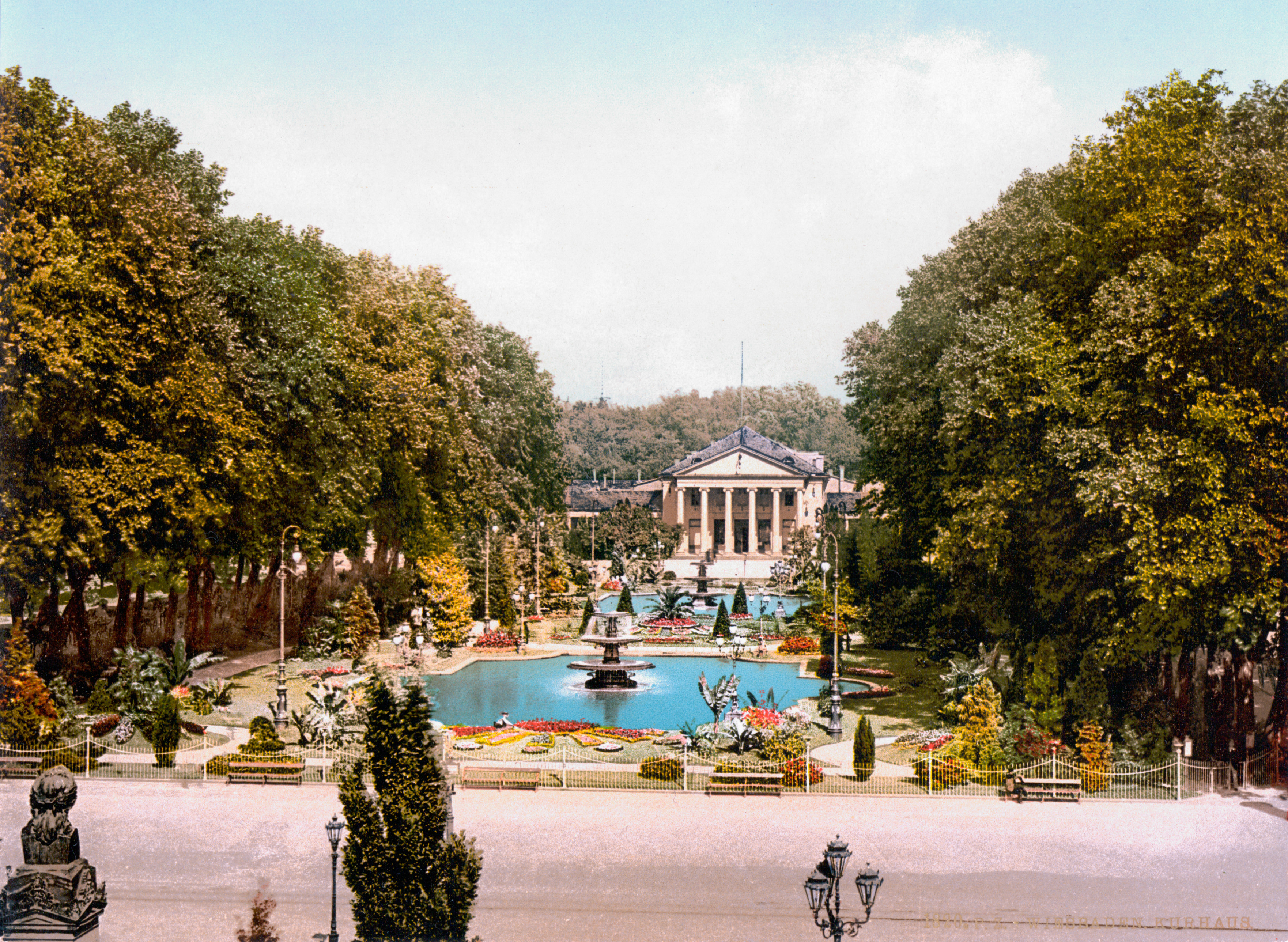
Das Bowling Green und das alte Kurhaus um das Jahr 1900

### Der Wiesenbrunnen
Vor der Errichtung des ersten „Cursaals“ 1808–1810 befand sich im Bereich des Bowling Greens seit Ende des 17. Jahrhunderts ein ca. 250 m langer befestigter Weg, dessen Ursprung bereits auf Fürst Georg August (1665–1721) zurückgeht. Er führte vom „Sonnenberger Tor“ in östlicher Richtung auf den sehr beliebten, seit 1477 belegten Brunnen zu. Er war eine der wenigen Trinkwasserquellen der Stadt, weshalb er auch „Süßer Brunnen“ genannt wurde. Fürst Karl Wilhelm (1735–1803) ließ dort zum Ende des 18. Jahrhunderts eine vierreihige Allee aus Silber- und Säulenpappeln anpflanzen, die fortan zum Flanieren der Kurgäste diente. Die Quelle selbst war von einem Kranz aus Kastanienbäumen umstanden. Sie lag einige Stufen in einer umfahrbaren Vertiefung, war von Sandstein eingefasst und hatte vier Ausläufe.

### Der Cursaal
Stadtbaumeister Christian Zais (1770–1820), der neben der Wilhelmstraße weitere wesentliche stadtplanerische Projekte in Wiesbaden verwirklichte, ließ den neuen „Cursaal“ (damals auch „Alleesaal“ genannt) jenseits des Wiesenbrunnens errichten. Zais erkannte, dass Gäste der Kurstadt eine außergewöhnliche Umgebung erwarteten, die genug Abstand zur ländlichen, fast noch mittelalterlich geprägten Kleinstadt hatte. Damit zog er sich den Unmut der Badewirte zu, die den Sinn der bewussten Distanz zum Ortsinneren nicht nachvollziehen wollten. Ein bereits 1806 von Bauinspektor Carl Florian Goetz vorgelegter „Generalplan über die Vergrößerung und Verschönerung der Stadt“ sah ein Gesellschaftshaus noch auf der stadtnahen gegenüberliegenden Seite der späteren Wilhelmstraße vor. Wegen der Neugestaltung des Geländes vor dem Neubau, wurde der Wiesenbrunnen um fast 100 m nach Süden verlegt und büßte damit seine Beliebtheit ein. 1905 wurde der Zais'sche Cursaal niedergelegt und an seiner Stelle bis 1907 ein zeitgemäßer Neubau errichtet. Architekt Friedrich von Thiersch realisierte das neue Kurhaus im Stil des Klassizismus mit Jugendstilmotiven.

### Das Fontänenprojekt
Auf dem Areal vor dem „Gesellschaftshaus“ wollte Zais eine Wasserfontäne errichten. Das Wasser sollte über eine Druckleitung von der Kisselbornquelle nahe der Taunus-Anhöhe Platte herbeigeschafft werden. Da die Stadt gleichzeitig eine moderne Wasserversorgung benötigte, wollte er beide Projekte miteinander verbinden. Die Ausführung der Wasserleitung begann 1813 mit der Fassung der Quellen, wurde aber wegen des Feldzugs gegen Napoleon (1815) erst ab 1817 weitergeführt und 1821 vollendet. Nach erneuten Berechnungen stellte sich nun aber heraus, dass der Wasserdruck für eine imposante Fontäne nicht ausreichen würde und verschob das Projekt. Hinter dem Kurhaus entstand zwischen 1810 und 1812 der Kurpark nach Planungen des Hofgärtners Schweizer. Das Gebäude sollte sich in einem dicht heranreichenden langgezogenen Weiher spiegeln. Dort wurde erst 1855, lange nach Zais' Tod, anlässlich der ersten Verlängerung des Parks eine Fontäne installiert. Das Wasser kam aus einem Reservoir von der Anhöhe Schöne Aussicht, das zur Versorgung des heute zerstörten Paulinenschlösschens gebaut worden war und Wasser des Frauenborns im oberen Tennelbachtal sammelte. Die Wassermenge reichte aus, um auch die beiden 1856 errichteten dreischaligen Kaskadenbrunnen zu versorgen.

### Die Alleen
Zwischen Wilhelmstraße und dem Cursaal wurden nach dessen Vollendung 1810 vier parallel verlaufende Alleen angelegt. Sie flankierten das Areal beidseitig mit insgesamt sechs Baumreihen. Die äußeren waren wechselweise mit Pappeln und Linden bepflanzt und für Fuhrwerke und Reiter vorgesehen. Die inneren bestanden aus Akazien und waren Fußgängern vorbehalten. Sie verliefen im Gegensatz zu den äußeren völlig eben und trafen an ihrem Ende, am Übergang zum Kurhausplatz, auf eine quer laufende Treppenanlage mit sechs Stufen. Die beiden Fahrwege stiegen dagegen geringfügig an, wodurch sich durch die Böschungen eine Vertiefung des inneren Terrains ergab, die für ein Bowling Green typisch ist. 1817 ersetzte man die Bäume der inneren Alleen durch Platanen.

### Die Kolonnaden
Um auch bei Regenwetter einen bequemen Zugang zum Cursaal zu ermöglichen, wurde nördlich des Bowling Greens durch Baurat Heinrich Jacob Zengerle im Jahre 1826/27 eine Kolonnade errichtet. Verkaufsbuden und -stände, die sich zuvor in den Seitenflügeln des Kurhauses etabliert hatten, zogen in die 129 m lange, ursprünglich offene Säulenhalle um. Nach dem Bau des südlichen Gegenstücks 1839 wurde die nördliche Halle „Alte Kolonnade“ genannt (ab 1937 „Brunnenkolonnade“; heute „Kurhauskolonnade“). Das südliche Pendant, die „Neue Kolonnade“ (heute „Theaterkolonnade“), erhielt mit dem Bau des Neuen königlichen Hoftheaters 1892–1894 einen neobarocken Mittelpavillon – einen repräsentativen Zugang zum Großen Haus, dem heutigen Hessischen Staatstheater. Dieser später als unpassend empfundene Vorbau wurde 1937/38 durch einen neuen ersetzt, der sich an der Architektur Zengerles orientierte. Nach Kriegszerstörungen im Februar 1945 an beiden Kolonnaden wurden sie in der Nachkriegszeit fast unverändert wiederhergestellt.

### Das Bowling Green
Seit der Anlage der beiden Wasserbassins mit den Kaskadenbrunnen 1856 bepflanzte man die gesamte Fläche mit Blumenrabatten und Broderien und legte dazwischen Spazierwege an. Um das Geländeniveau auszugleichen, wurde es 1905 im Zuge des Kurhaus-Neubaus bis zu 2,40 m aufgeschüttet. Anschließend gestaltete man die Fläche dem Zeitgeschmack entsprechend üppig aus. Diese Erscheinungsform wurde bis zum Ende der 1920er-Jahre beibehalten. Heute erscheint die Fläche vergleichsweise reduziert und erinnert damit wieder eher an die Zeit des unbepflanzten „Bowling Greens“.

### Heutige Situation
Unter dem Bowling Green entstand 2005–2006 (Fertigstellung Mai 2006) eine Tiefgarage mit 450 Stellplätzen auf zwei Ebenen. Die Baumaßnahme war jedoch äußerst umstritten, da sie von vielen als eigentlicher Grund für die Beseitigung des historischen Baumbestands der 180 Jahre alten Platanen im Februar 2005 betrachtet wurde. Seitens der Stadt wurde als Grund jedoch der schlechte Gesundheitszustand eines Großteils der Bäume mit der Gefahr von Astbruch und die dadurch bedingte Gefährdung von Passanten genannt, sowie der Wunsch, die Einheitlichkeit der Alleen wiederherzustellen, nachdem einige Jahre zuvor schon ein Drittel der Bäume ersetzt worden war. Für den Bau der Tiefgarage sei die Beseitigung der Bäume nicht erforderlich, da die Tiefgarage sich nur unter den Mittelstreifen der Anlage erstrecke, nicht aber im Bereich der beiden Alleen.
Seit den 1960er Jahren war bekannt, dass sich, als Folge der Aufschüttung des Geländes im Zusammenhang mit dem Neubau des Kurhauses ab 1905, direkt unter der Oberfläche neue Wurzeln gebildet hatten. Die tiefer liegenden Wurzeln waren dagegen abgefault, was die Standfestigkeit der Bäume schädigte. Die Frage, ob der Zustand der Bäume tatsächlich so schlecht war, dass eine Fällung unumgänglich war, oder ob die Bäume doch noch hätten saniert werden können, war unter verschiedenen Baumsachverständigen umstritten. Sicher ist, dass mit dem Bau der Tiefgarage ein Eingriff in den Wurzelbereich der Bäume erfolgt wäre, der zu einer weiteren Schwächung der Platanen geführt hätte. Eine Klage gegen die Stadt, mit der festgestellt werden sollte, dass diese als Untere Naturschutzbehörde nach dem hessischen Naturschutzgesetz in der Pflicht sei, die Platanen als Naturdenkmale auszuweisen und eine Fällung daher also nicht statthaft war, blieb erfolglos.
Die Neugestaltung des Bowling Greens und des Kurhausplatzes orientierte sich am Zustand der Anlage nach der Vollendung des Kurhauses ab 1907. Im Februar 2006 wurden zunächst eine Doppelreihe Platanen der südlichen Allee vor der Theaterkolonnade neu angepflanzt, die nördliche Doppelreihe vor der Kurhauskolonnade folgte im Oktober. Im Juli 2006 wurden die Brunnen und Wasserbecken in historischer Form wiederhergestellt und im November in Betrieb genommen. Der Kurhausplatz und die Christian-Zais-Straße wurden mit einem Basaltpflaster versehen. Drei der vier gläsernen Pavillons, die jeweils an den Enden der Platanenalleen gebaut wurden, dienen als Tiefgaragenzugänge, das vierte Oval an nordwestlicher Ecke des Bowling Greens übernimmt die Funktion der Entlüftung der Tiefgarage. Für den Entwurf sowie die Baubegleitung zeichnet das Büro Planquadrat „Elfer-Geskes-Krämer“ aus Darmstadt verantwortlich.

## Veranstaltungen
Das Bowling Green wird wegen seiner beeindruckenden Kulisse oft für Freiluftkonzerte genutzt. So traten dort unter anderem Leonard Cohen, R.E.M., Sting, Nelly Furtado, Bryan Adams, Plácido Domingo, Lionel Richie, Eric Clapton, Elton John und Herbert Grönemeyer auf.
Beim City-Biathlon wird der Schießstand auf dem Bowling Green aufgebaut.
Außerdem gilt das Bowling Green als Treffpunkt bei besonderen Ereignissen. Beim jährlich im Juni stattfindenden Wilhelmstraßenfest (Theatrium) ist es Mittelpunkt und Schauplatz des zugehörigen Feuerwerks – ebenso bei der größten Silvesterparty Wiesbadens.